# Antoine Bourdelle
Émile Antoine Bourdelle (Montauban, 30 de outubro de 1861 — Le Vésinet, Yvelines, 1 de outubro de 1929) foi um escultor francês, um dos mais destacados da Belle Époque e ao mesmo tempo antecedente da escultura monumental do século XX. Nascido como Émile Antoine Bordelles em Montauban, no departamento de Tarn-et-Garonne, o sobrenome paterno foi mal escrito no atestado de nascimento, Bourdelles em vez de Bordelles, devido a o som do o occitano ser semelhante ao dígrafo francês ou.

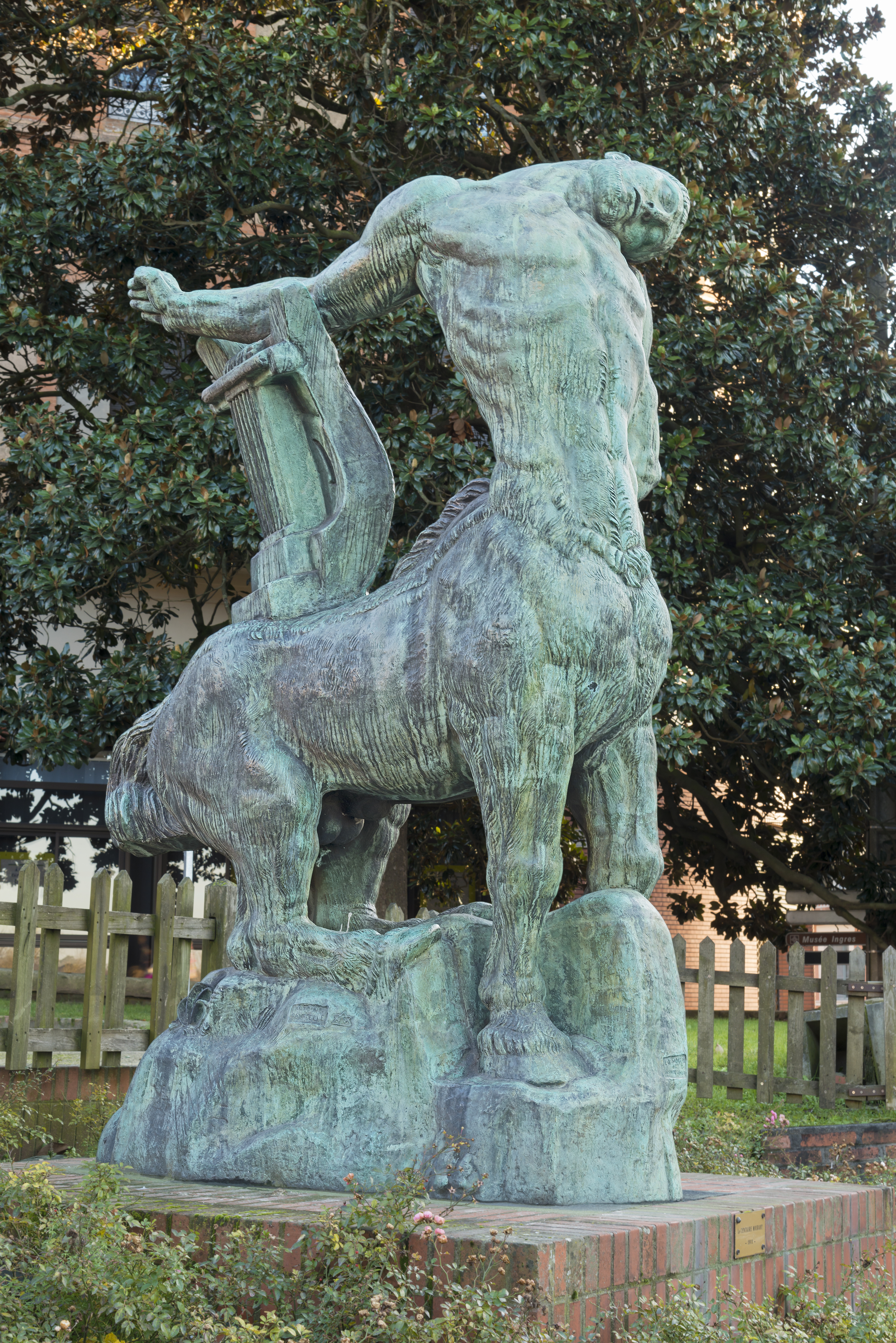
Centauro moribundo (1914), bronze patinado.

Concluiu aos 13 anos a escola primária, dedicando-se quase imediatamente a trabalhar como gravador de madeira na oficina de ebanistaria do seu pai. Aprendeu desenho graças ao exemplo de Ingres. Bourdelle estudou na escola de Belas Artes de Toulouse. Depois, em 1884 foi residir a Paris, e ali entrou para na Escola Nacional Superior de Belas Artes, onde teve por mestres a Falguière e Dalou. Entre 1896—1904 continuou o seu estudos tendo como mestre a Rodin,  do qual herdaria o que se chama uma linha experimental, embora o estilo de Bourdelle tivesse traços romanticistas que atenuam o expressionismo rodiniano. Como Rodin, entre outros traços, possuiu certo gosto pela escultura monumental; no entanto, Bourdelle evoluiu para uma plasticidade mais esquemática inspirada nas esculturas gregas arcaicas e com menor intensidade nas góticas, em tal sentido  achegou-se mais para as vanguardas do século XX que Rodin.
Em 1924 foi premiado com a Legião de Honra. Atualmente há um Museu Bourdelle na rua Nº18 chamada Antoine Bourdelle de Paris, no que fora a sua antiga oficina de 1884 a 1929. Em Toulouse parte das suas obras expõem-se no Museu Ingres. Outras cidades do mundo acolhem obras suas, tanto ao ar livre quanto em monumentos públicos e em museus.
Entre as suas esculturas destacam-se o Monumento aos caídos na Guerra Franco-prussiana (ca. 1870), Hércules arqueiro (1909) (no Museu Bourdelle de Paris), O nascimento de Vênus no Teatro de Marselha, a Morte do centauro, a série de relevos para o Teatro dos Champs Élysées (1912), numerosos bustos ( de Beethoven, Rodin, Anatole France etc.), uma monumental Virgem com o Menino e, localizadas na cidade argentina de Buenos Aires as valiosas esculturas de O último centauro, Heracles arqueiro e do Monumento equestre a Carlos María de Alvear, considerado pelo próprio Bourdelle como a sua obra-prima dentro dos grandes monumentos, a este conjunto adiciona-se o design do gigantesco monumento-cemitério para os milhares de mortos no combate Vieil Armand durante a Primeira Guerra Mundial.